# Galium zabense
Galium zabense är en måreväxtart som beskrevs av Friedrich Ehrendorfer. Galium zabense ingår i släktet måror, och familjen måreväxter. Inga underarter finns listade i Catalogue of Life.